# Júlia Wanderley
Júlia Wanderley (Ponta Grossa, Paraná, 26 de agosto de 1874 — Curitiba, 18 de abril de 1918), cujo nome completo era Júlia Augusta de Souza Wanderley Petrich, foi uma professora e educadora brasileira. Entre seus títulos, merece destaque o fato de ter sido a primeira mulher nomeada pelo Poder Executivo do Paraná para exercer o magistério.

## Vida
Seus pais foram Afonso Guilhermino Wanderley e Laurinda de Souza Wanderley. Ele foi um dos pintores do interior da Catedral de Curitiba e esmerado orientador da filha. Em 1877, Júlia Wanderley transferiu-se com sua família para Curitiba. Estudou com professores particulares antes de frequentar os colégios Curitiba, Saldanha, Nossa Senhora da Glória e Santo Inácio. Ingressou no curso secundário em 1889, concluindo-o no Ginásio Paranaense.
Enfrentando preconceitos do seu tempo, especialmente contra as liberdades da mulher, conseguiu matricular-se na Escola Normal, em 1890. Naquele ano liderou o movimento para o ingresso de moças no educandário até então aberto somente para o sexo masculino. Foi a primeira aluna da tradicional casa de ensino, recebendo o diploma de professora normalista em 21 de novembro de 1892.
A seguir, foi regente da 9ª Cadeira de Instrução Primária de Curitiba. A partir de 1894 passou a dirigir a Escola Tiradentes, criada por iniciativa da Associação Comercial do Paraná. Naquele primeiro estabelecimento de ensino complementar de segundo grau do estado, Júlia Wanderley foi também dedicada professora. Os biógrafos registram que durante 25 anos a filha de Ponta Grossa "exerceu as funções docentes com excepcional dedicação e notável competência". A maior parte daquele período foi dedicado à Escola Tiradentes.
Contraiu núpcias com Frederico Petrich. Não tendo filhos, o casal adotou o sobrinho, Júlio Wanderley da Costa Petrich. 
Júlia Wanderley faleceu em Curitiba, no dia 18 de abril de 1918. Um busto da educadora, talhado por João Turin, encontra-se em bronze na Praça Santos Andrade enquanto o original, em gesso, está no Museu que tem o nome do escultor paranaense, outro em granito, produzido pelo marmorista Erbo Stenzel, encontra-se em um Memorial criado em 1970 no hall de entrada do Colégio Estadual Julia Wanderley, antigo Grupo Escolar Julia Wanderley aberto em 1947.  

## Realizações
Escreveu sobre variados assuntos relacionados à educação e aos problemas sociais, tendo sido colaboradora de jornais em Curitiba, como Operário Livre e O Artista. Revelando sensibilidade no trato de temas científicos, aos 18 anos escreveu artigos sobre a evolução das espécies, com a desenvoltura típica de especialista.
De formação católica e idéias socialistas, Júlia Wanderley adotou o pseudônimo de Augusta de Souza para assinar muitos artigos. Não há registros se aquela atitude foi determinada por modéstia ou por constrangimento imposto pelos preconceitos da época que não admitiam a participação da mulher na vida política. Realmente, o direito ao voto feminino somente foi consagrado pelo Código Eleitoral de 1932, baixado pelo Decreto n° 21.076, de 24 de fevereiro daquele ano. 
A professora Júlia fazia fotos, e as colecionava, sobre temas da sociedade paranaense, imagens do seu cotidiano, do povo, dos costumes, das atividades laborativas, dos eventos e de muitos outros assuntos. Muitos dados que os historiógrafos do Paraná hoje utilizam foram obtidos através da pesquisa desse material iconográfico.
A respeito da vida e da obra de Júlia Wanderley assim se pronunciou o Dr. Vitor Ferreira do Amaral:

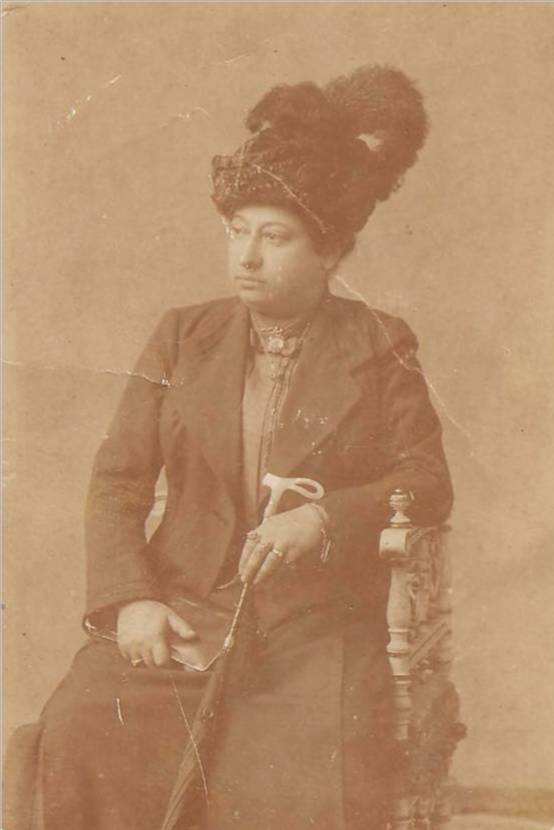
Foto da mestra de 1915

"Era o tipo mais completo de professora que conheci, durante os anos em que fui diretor da Instituição. Inteligência lúcida, de uma intuição que quase atingia as raias da adivinhação, com uma cultura não vulgar e uma decidida vocação pedagógica que a tornava querida e admirada de seus discípulos e a colocava em destaque entre as suas colegas como primus inter pares."
O Diretório Acadêmico da Faculdade Dr. Leocádio José Correia, homenageou Júlia Wanderley designando-se como D.A.J.U.W Diretório Acadêmico Professora Júlia Wanderley.